# Murexia longicaudata
Murexia longicaudata is een buidelmuis uit het geslacht Murexia. De wetenschappelijke naam van de soort werd voor het eerst geldig gepubliceerd door Hermann Schlegel in 1866.

## Kenmerken
De bovenkant van het lichaam is bruin, de onderkant geelbruin. De voeten zijn spaarzaam bedekt met bruine haren. De staart is van boven wat donkerder bruin dan van onderen. Naar de punt toe worden de haren langer. Mannetjes zijn een stuk groter dan vrouwtjes. De totale lengte bedraagt voor respectievelijk mannetjes en vrouwtjes gemiddeld 439 en 345 mm, de achtervoetlengte 36,90 en 32,00 mm, de oorlengte 20,86 en 20,00 mm en de schedellengte 46,45 en 37,55 mm.

## Voorkomen
De soort komt voor in bossen tot op 1800 m hoogte in Nieuw-Guinea en op het nabijgelegen eiland Japen.